# Ramón Vásquez
Ramón Vásquez Arroyave (Ituango, Antioquia, 5 de agosto de 1922-Medellín, 14 de marzo de 2015) fue un destacado pintor y muralista colombiano.

## Biografía
Ramón Vásquez nació en Ituango fue hijo de Araminta Arroyave y Francisco Vásquez. En 1927 llega a Medellín en compañía de su familia; recibieron la ayuda de las damas de la caridad y la sociedad de San Vicente. Con la ayuda de la Paulina Posada de Escobar, recibió una beca para estudiar en el Instituto de Bellas Artes, donde fue discípulo de Eladio Vélez.
Trabajó inicialmente en una carpintería y más tarde en la Locería de Caldas; trabajó como director de arte en Delta Publicidad con Luis Lalinde Botero, después pasó a dirigir la sección de arte de los Hermanos Haceb. Durante algunos años dedicó también a la docencia. Fue colaborador del El Colombiano. Posteriormente se consolidó como artista independiente. Se casó con la señora Norfa García con quien tuvo tres hijos, Byron, Gloria y Anita. Fue un artista reconocido en el país por sus innumerables murales, acuarelas y óleos. Además, enseñó en institutos de arte y fue profesor Fundador de la Universidad de Medellín. Elaboró el mural sobre la constitución en la cúpula del Capitolio Nacional de Colombia, entre los años 1982 y 1986. También se ha desempeñado como publicista e Ilustrador de El Correo y La Defensa.